# FCM 36
Der FCM 36 war ein von der Firma Forges et Chantiers de la Méditerranée gebauter seinerzeit moderner leichter französischer Infanterie-Panzer des Zweiten Weltkrieges, der kurz vor dem Krieg entwickelt worden war. Mit einer Besatzung von nur zwei Mann und einer kurzen 3,7-cm-Kanone war er einigen deutschen Panzertypen dieser Zeit jedoch konzeptionell und technologisch bereits bei seiner Einführung im Februar 1939 unterlegen.

## Geschichte
Die politische Entwicklung in Deutschland hatte auch Einfluss auf die Rüstungspolitik in den benachbarten Staaten. Auch wenn Frankreich ein numerisch weit überlegenes Heer hatte, stammte doch die Ausrüstung zu einem nicht unerheblichen Teil noch aus dem Ersten Weltkrieg, und es war offensichtlich, dass der in größter Stückzahl vorhandene FT-17 einen modernen Nachfolger benötigte. Die Technik hatte seit seiner Entwicklung erhebliche Fortschritte gemacht, und dies spiegelte sich auch in modernen Panzerentwürfen der anderen Länder wider.
Die Firma Hotchkiss nutzte die politische Situation und schlug der französischen Armee vor, einen neuen kostengünstigen und in großen Mengen produzierten leichten Infanteriepanzer als Ersatz für den FT-17 zu bauen. Daraufhin erfolgte eine Ausschreibung an die gesamte französische Industrie für ein solches neues Panzermodell. Letztlich wurden von vier Entwürfen drei tatsächlich eingeführt, der Hotchkiss H-35, der Renault R-35 und der FCM-36.
Die Serienproduktion lief zwischen dem 2. Mai 1938 und dem 13. März 1939 mit 100 Fahrzeugen, bezeichnet als Char légere Modèle 1936 FCM bzw. FCM 36. Da das Fahrzeug in der Herstellung zu kostenintensiv war, wurde die Fertigung danach nicht mehr weitergeführt.

## Entwicklung
In den Jahren nach dem Ersten Weltkrieg hatte FCM in La Seyne-sur-Mer bei Toulon mit der Herstellung von gepanzerten Fahrzeugen Erfahrungen gesammelt. So wurden 1921 die riesigen Char 2C gebaut. Da nur 10 Stück gebaut wurden und das Konzept eines Mehrturmpanzers bei Kriegsbeginn veraltet war, hatten diese jedoch keinen Einfluss auf das Kriegsgeschehen. Auch an der Entwicklungsarbeit für den später von Renault gebauten Typen Char B1 hatte FCM sich beteiligt. FCM-Ingenieur Bourdot steuerte für diesen Entwurf einige Anregungen zur Fahrwerksaufhängung bei.
In der neuen Ausschreibung von 1933 lieferte Bourdot einen sehr modernen Entwurf ab, der die technische Kompetenz der Werft im Bereich des Elektroschweißens ausnutzte. Im März 1934 wurde ein Holzmodell präsentiert und am 2. April 1935 ein mit zwei Maschinengewehren bewaffneter Prototyp. Da FCM kein ausschließliches Rüstungsunternehmen war, gab es dort keine Möglichkeit, das Fahrzeug zu erproben. Die Commission de Vincennes, die für die Prüfung neuer Typen verantwortlich war, fand sowohl die neue abgewinkelte und geschweißte Panzerung als auch die Verwendung eines Dieselmotors (wegen des geringeren Kraftstoffverbrauchs) gut.
Die Tests liefen bis zum 9. Juni 1935 und aufgrund einiger mechanischer Probleme fiel es der Kommission schwer, das Fahrzeug zu bewerten. Außerdem überschritt das Fahrzeug mit 10.168 kg das in den Spezifikationen angegebene Gesamtgewicht von 9 Tonnen.
Nach den ersten Tests wurde das Fahrzeug zurück zu FCM geschickt. Die Mängel des Tests wurden angegangen, der Entwurf vollständig überarbeitet, mit einer leichteren Wanne, modifiziertem Turm, Änderungen an Laufwerksaufhängung und Ketten. Die Motorraumabdeckung wurde nun verschraubt, um ihn zur Wartung öffnen zu können. Vom 10. September bis zum 23. Oktober ging das überarbeitete Fahrzeug nochmal zur Prüfungskommission. Die Federung des Kettenlaufwerks musste ein weiteres Mal nachgebessert werden. Vom 19. Dezember bis zum 14. Mai 1936 lief die finale Erprobung, die die Forderung einer um 10 auf 40 mm verstärkten Panzerung brachte, was durch Aufschweißen einer 10-mm-Stahlplatte erreicht wurde.
Die Remilitarisierung des Rheinlandes durch das Deutsche Reich führte – noch vor der endgültigen Freigabe – zu einem Auftrag über 100 Fahrzeuge.
Letztlich erfolgte die Präsentation bei der Kommission für die Ausrüstung der Infanterie, die am 9. Juli den FCM-Entwurf als Sieger der Ausschreibung bestimmte, wofür nicht zuletzt die erfolgreiche Dichtigkeitsprüfung gegen Kampfgase am 17. Juni 1936, die nach den Erfahrungen des Ersten Weltkrieges für die Kommission viel Bedeutung hatte, entscheidend war.
Als die Armee bei FCM zwei weitere Bestellungen über je 100 Fahrzeuge platzieren wollte, wurden diese von FCM abgelehnt, sofern der bisher gezahlte Preis nicht verdoppelt würde.

## Technik
Die geschweißte, rautenförmige 40 mm Panzerung war seiner Zeit weit voraus, der 8,5 ltr-Vierzylinder 91 PS - Dieselmotor von Berliet-Ricardo half dabei das Risiko von Fahrzeugbränden zu verringern. Der Kraftstoffvorrat von 200 l reichte für 16 Betriebsstunden beziehungsweise 230 km Marsch auf der Straße, was eine Verdoppelung der damals für diese Fahrzeugklasse üblichen Leistungsparameter darstellt.
Die Schwachpunkte des FCM waren am Ende überwiegend konzeptionsbedingt, also auf der Ausschreibung beruhend. Die Hauptbewaffnung, eine 37-mm-Kanone SA 18, war eine Entwicklung des Jahres 1918 und war 1939 für die Bekämpfung von Panzern ungeeignet. Die simple Umrüstung auf die 3,7-cm-Kanone SA 38 scheiterte daran, dass der geschweißte Turm dem Rückstoß nicht standhielt. Weiterhin verfügten die Fahrzeuge nicht über Funk und der Kommandant war mit der Bedienung der Kanone im Kampf derart beschäftigt, dass es praktisch unmöglich war den Überblick über das Kampfgeschehen zu behalten und dem Fahrer Anweisungen zu geben.
Trotz dieser Mängel und hoher Verluste wird der FCM 36 im Vergleich der leichten, französischen Panzer im Jahr 1940 als bester Panzer bewertet. Ein wichtiger Punkt für diese Einschätzung war, dass – anders als bei den anderen leichten Typen – mehr Platz für die Besatzung und eine Luke auf der Turmrückseite vorhanden waren.

## Einsatz
Die französische Armee rüstete zwei Bataillone mit diesem Panzertyp aus:
Das „4e Bataillon de Chars de Combat (BCC)“ und das „7e BCC“, die jeweils 45 Fahrzeuge erhielten und je einen aktiven Kampfverband mit 36 Fahrzeugen bildeten. Die restlichen 10 FCM 36 dienten zu Ausbildungs- und Erprobungszwecken beziehungsweise stellten die Reserve für diese Verbände dar.
Bekannt wurde der FCM 36 durch den Gegenangriff des „7e BCC“ (Reserve der französischen 2. Armee) am 14. Mai 1940 bei Bulson nahe Sedan gegen die Panzerspitze Guderians, die kurz zuvor bei Sedan die Maas überschritten hatte. Der Vorstoß der 1. Panzerdivision und des Regiments Großdeutschland  (XIX. Panzer Korps) sollte vom „7e BCC“ aufgehalten werden. Die gewinkelte und damit starke Panzerung der FCM 36 war für die deutschen Panzergeschütze bei normaler Kampfentfernung ein Problem. Die vergleichsweise geringere Panzerung der deutschen Panzer konnten die Besatzungen des FCM 36 mit ihrer kurzen und schwächeren 3,7-cm-SA 18 jedoch ebenfalls nicht gut bekämpfen. So kam es letztlich zu einem Nahkampf, bei dem deutlich wurde, dass der FCM 36 nicht gegen die deutschen Panzer III bestehen konnte. Von 36 französischen Panzern des „7e BCC“, die am Angriff teilnahmen, gingen an diesem Tag 26 verloren. Der französische Gegenangriff brach zusammen.
Das ebenfalls mit FCM 36 ausgerüstete „4e BCC“ wurde in den folgenden Tagen in die Gefechte um Stonne verwickelt und erlitt ebenfalls große Verluste.

## Wehrmacht-Verwendung
Die Wehrmacht erbeutete 37 FCM 36 und benutzten die Bezeichnung Panzerkampfwagen FCM 737 (f). Nachdem im Mai und Juni 1940 einige improvisiert eingesetzt worden waren, fanden diese keine reguläre Verwendung in den Panzerverbänden der Wehrmacht und wurden eingelagert.
- 10,5-cm-leFH 16 auf GW FCM (f) Der Baustab Becker war 1942 beauftragt vorhandene Panzerchassis zu Geschützwagen umzubauen und die im Westen stationierten Truppen mit mobilen Geschützen zu versorgen. Geschützrohre der leichten Feldhaubitze 16 wurden mit Mündungsbremsen versehen und in einem oben offenen neuen Aufbau auf dem Fahrgestell des FCM 36 montiert. Es wurden 12 Fahrzeuge umgebaut.
- 7,5-cm-Pak-40 auf GW FCM (f)   Im Umbauprogramm des Baustab Becker 1943 fanden schließlich 10 Fahrzeuge als Träger für die 7,5-cm-Pak 40 Verwendung. Das Fahrzeug hatte 3 Mann Besatzung und wog 12,608 t. Als Teil der 21. Panzer Division gingen auch diese Fahrzeuge im Rahmen der Sturmgeschütz-Abteilung 200 in die Normandie-Schlacht.

## Technische Daten
| FCM 36                       |                                       |
| 0Allgemeine Eigenschaften    |                                       |
| Besatzung                    | zwei Soldaten                         |
| Gefechtsgewicht              | 12,2 t                                |
| Bodendruck                   | 0,75 kg/cm²                           |
| Länge                        | 4,47 m                                |
| Breite                       | 2,14 m                                |
| Höhe                         | 2,21 m                                |
| Bodenfreiheit                | 36 cm                                 |
| Kettenbreite                 | 32 cm                                 |
| 0Bewaffnung                  |                                       |
| Hauptbewaffnung              | 37-mm-Kanone L/21                     |
| Sekundärbewaffnung           | 1 × MG                                |
| Kampfbeladung HW             | 102 Geschosse                         |
| Kampfbeladung MG             | 3000 Schuss                           |
| 0Fahrleistung                |                                       |
| Motor                        | Berliet-Vierzylinder-Dieselmotor      |
| Kühlung                      | Wasser                                |
| Hubraum                      | 8,4 l                                 |
| Bohrung / Hub                | 130/160 mm                            |
| maximale Drehzahl            | 1550/min                              |
| Leistung                     | 67 kW (91 PS)                         |
| Motoreffektivität            | 8,0 kW/l (10,4 PS/l)                  |
| Leistungsgewicht             | 5,5 kW/t (7,5 PS/t)                   |
| Getriebe                     | Fünf Vorwärtsgänge, ein Rückwärtsgang |
| Höchstgeschwindigkeit Straße | 24 km/h                               |
| Kraftstoffvorrat             | 260 l                                 |
| Reichweite Straße            | 230 km                                |
| Reichweite Gelände           | 140 km                                |
| Lenkung                      | Lenkbremsen                           |
| Laufrollen                   | 8                                     |
| Federung                     | Schraubenfedern                       |
| Watfähigkeit                 | 80 cm                                 |
| 0Panzerung                   |                                       |
| Wannenbug                    | 25 bis 40 mm                          |
| Wannenseite                  | 20 mm                                 |
| Wannenheck                   | 20 mm                                 |
| Wannendach                   | 15 mm                                 |
| Wannenboden                  | 13 mm                                 |
| Turmfront                    | 40 mm                                 |
| Turmseite                    | 40 mm                                 |
| Turmheck                     | 40 mm                                 |
| Turmdach                     | 14 mm                                 |